# Plaesano
Plaesano (Preizzanu in calabrese) è un piccolo centro abitato, l'unica frazione del comune di Feroleto della Chiesa in provincia di Reggio Calabria.

## Storia
Le prime notizie, documentate,  riguardanti Plaesano, risalgono al basso medioevo. Nel 1294 il villaggio di Plaesano venne infatti concesso da Carlo I D'Angiò a Corrado, figlio del defunto Nasone di Galerano, escludendolo dalla Baronia di Borrello, concessa al milite Tommaso D´Argot. Nel 1455 Alfonso D'Aragona concedette lo stesso territorio ai Caracciolo, che lo tengono fino al 1547, passa poi agli Sforza fino al 1693. Nel Settecento venne ceduto alla Metropolitana di Messina per 100 ducati dai duchi di Monteleone. L'abitato originale, con il castello e le tre chiese, dello Spirito Santo, della Misericordia e la chiesa parrocchiale dedicata a San Biagio, venne raso al suolo dagli eventi sismici del 1783. La ricostruzione, negli anni successivi, avviene in un sito diverso ma non lontano da quello originale. I superstiti fabbricarono le prime baracche, con i materiali recuperati dalla rovine, in contrada Totari per poi spostarsi definitivamente verso ovest. La odierna via Asilo Nido, un tempo via Dei Pianti poi ingentilita in via Piante, che porta proprio in contrada Totari, conservava nel nome l'origine del nuovo abitato. Va inoltre notato come, in calabrese, il termine chianti significhi sia pianti che piante, quindi il nome originale venne probabilmente abbandonato nella traduzione.
Nel 1825, con decreto del 26 ottobre, Plaesano fu aggregato al comune di Galatro dal quale venne separato con decreto del 27 marzo 1849 e aggregato al comune di Feroleto della Chiesa. Il santuario di San Biagio venne ricostruito nei primi dell'Ottocento con parte del materiale recuperato dalle rovine della chiesa parrocchiale distrutta. L'attuale santuario è, però, di costruzione recente. Sul finire degli anni sessanta l'edificio ottocentesco viene demolito e ricostruito in cemento armato.

## Economia
Dal punto di vista economico il centro è prettamente agricolo con una discreta produzione di olio d'oliva e una minore produzione vinicola. Erano presenti alcune realtà industriali con alcune fabbriche per la lavorazione della plastica, e fabbricazione delle reti per raccogliere olive. 

### Turismo
Un certo interesse devozionale e turistico lo riveste la festa del santo patrono, San Biagio, il 3 febbraio e la prima domenica di giugno. La caratteristica processione si conclude con tre giri intorno alla chiesa che vengono effettuati di corsa e che avrebbero lo scopo di proteggere dalle affezioni gastroenteriche. Durante le suddette feste il paese è animato da una piccola fiera caratterizzata tra l'altro dalla vendita dei prodotti tipici locali. Nel territorio è anche presente una grotta, che secondo una leggenda custodirebbe una vena d'oro al suo interno.

## Galleria d'immagini

Via Pietro Micca alla fine degli anni quaranta
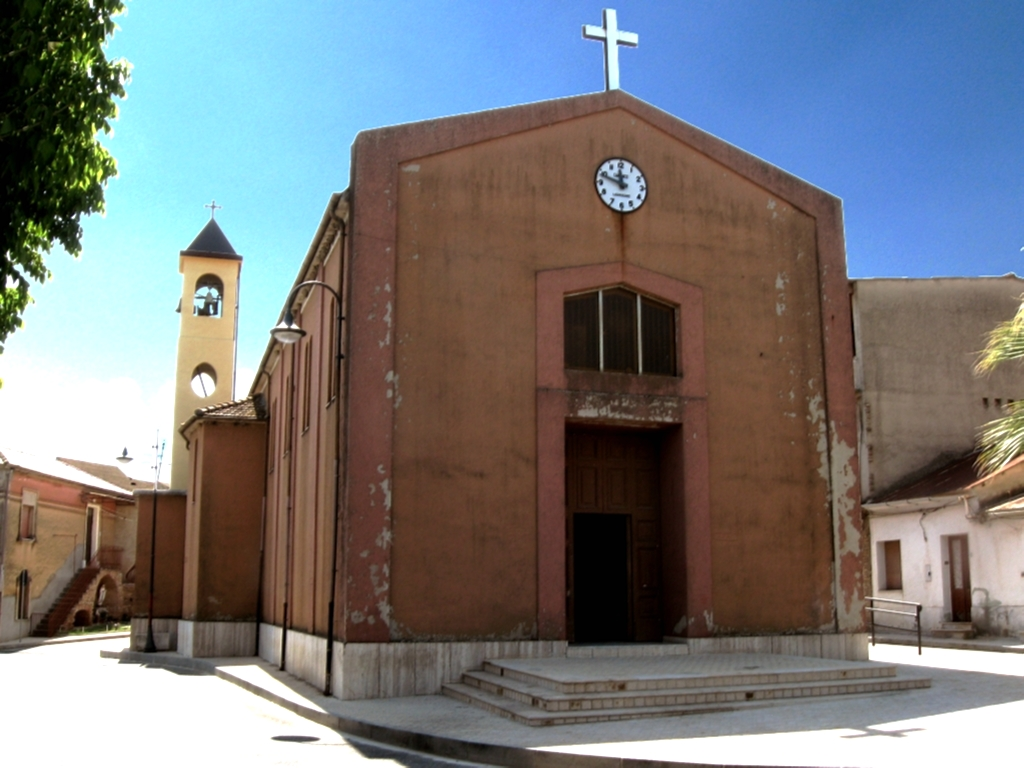
Il santuario di San Biagio
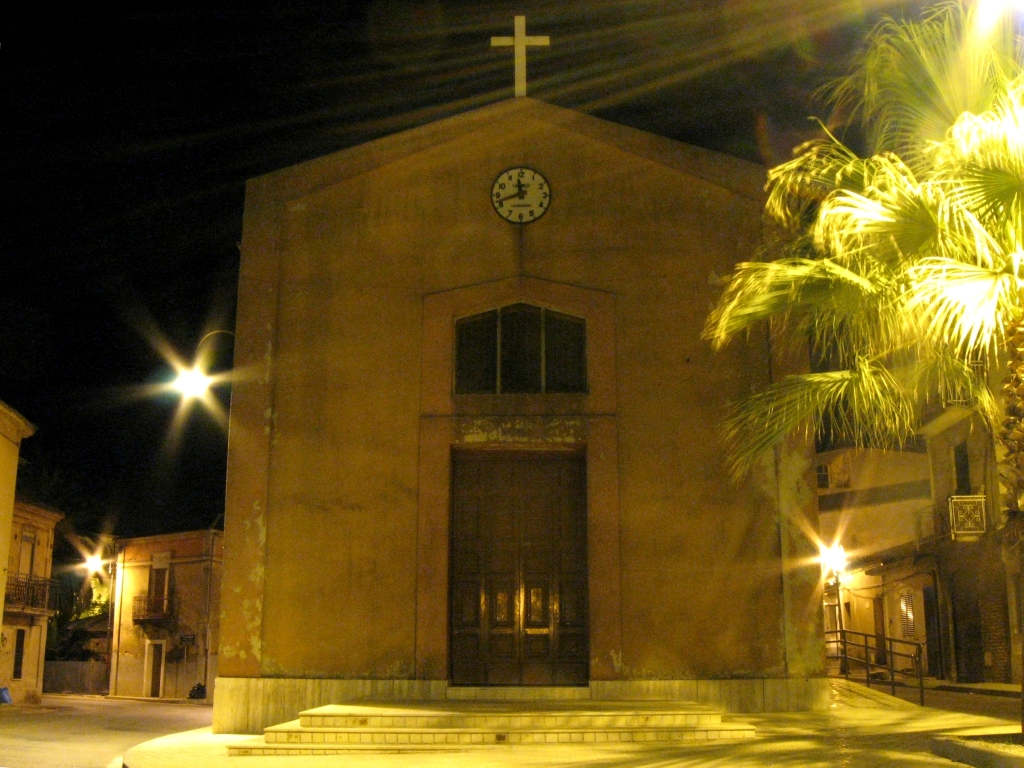
Vista notturna del Santuario
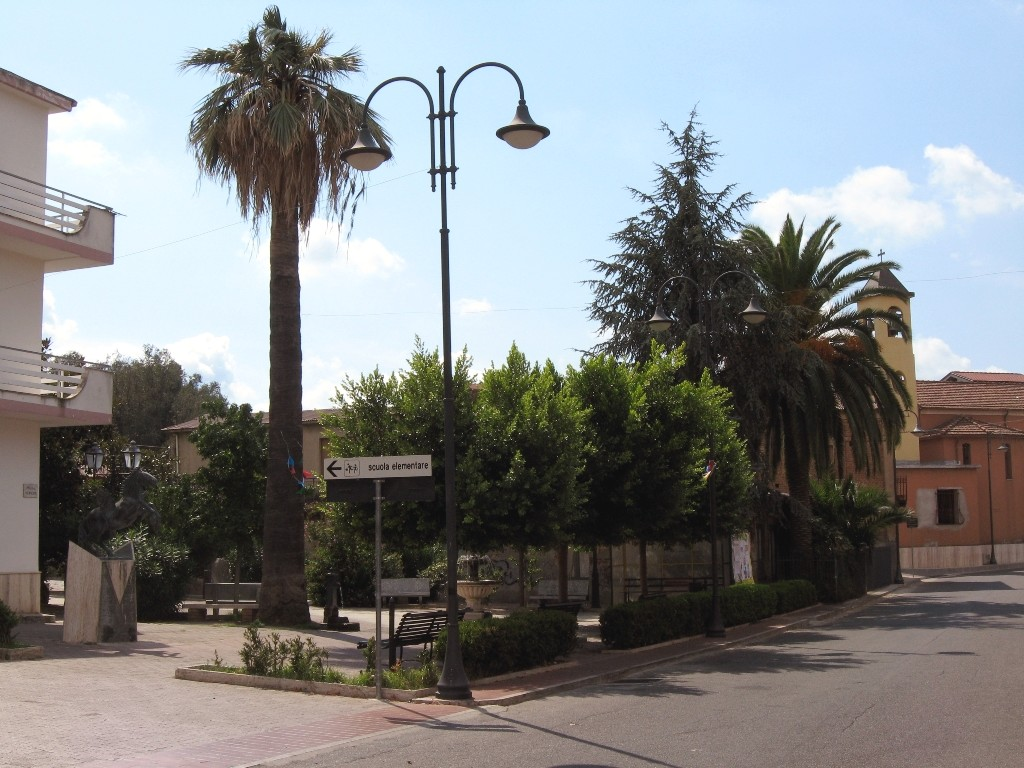
Piazza Černobyl', a Villa
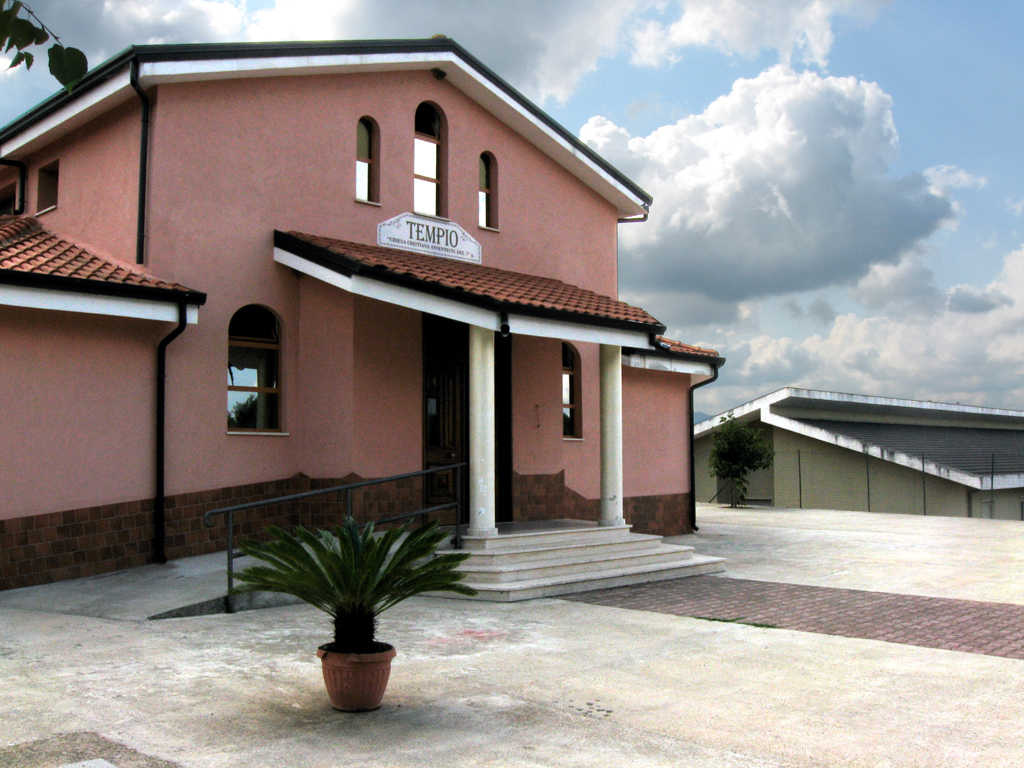
La cappella appartenente alla congregazione protestante dei Cristiani Avventisti del Settimo Giorno
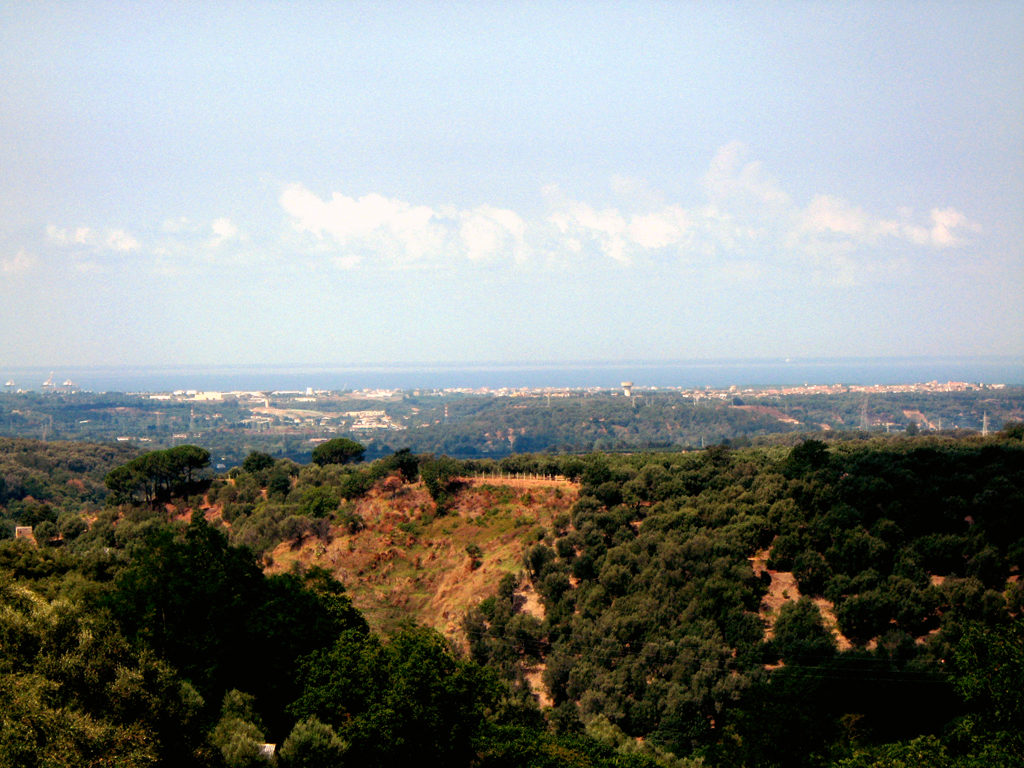
Vista sulla piana di Gioia Tauro da a Cità
Impianto originale del santuario di Plaesano